# Situación fundamental
Situación fundamental es el conjunto mínimo de situaciones adidácticas que permiten engendrar a través de la asignación de diversos valores a las variables didácticas, un campo de problemas suficientemente extenso para representar todas las situaciones didácticas a partir de las cuales se logra que un alumno aprenda una forma determinada de saber.
- Datos: Q6130170

Esta situación fundamental presenta un contexto al estudiante de donde se va a desprender una secuencia de actividades que permiten generar un tipo de aprendizaje, partiendo de una situación global denominada situación fundamental.